# Breese (Illinois)
Breese is een plaats (city) in de Amerikaanse staat Illinois, en valt bestuurlijk gezien onder Clinton County.

## Demografie
Bij de volkstelling in 2000 werd het aantal inwoners vastgesteld op 4048.
In 2006 is het aantal inwoners door het United States Census Bureau geschat op 4316, een stijging van 268 (6,6%).

## Geografie
Volgens het United States Census Bureau beslaat de plaats een oppervlakte van
6,0 km², waarvan 5,9 km² land en 0,1 km² water. Breese ligt op ongeveer 131 m boven zeeniveau.

## Plaatsen in de nabije omgeving
De onderstaande figuur toont nabijgelegen plaatsen in een straal van 16 km rond Breese.